# Буковица при Литији
Буковица при Литији (словен. Bukovica pri Litiji) је насељено место у општини Шмартно при Литија, Средњесловенска регија, Словенија.

## Историја
До територијалне реорганизације у Словенији била је у саставу старе општине Литија.

## Становништво
У попису становништва из 2011. године, Буковица при Литији је имала 31 становника.
| Број становника према пописима | Број становника према пописима | Број становника према пописима |
| ------------------------------ | ------------------------------ | ------------------------------ |
| 1991                           | 2002                           | 2011                           |
| 32                             | 32                             | 31                             |

Напомена: До 1953. исказивано под именом Буковица.